# Here I Am (Rick Ross)
Here I Am è un singolo del rapper statunitense Rick Ross, pubblicato nel 2008 ed estratto dall'album Trilla.
La canzone vede la collaborazione dei cantanti statunitensi Nelly e Avery Storm.

## Il brano
Il brano utilizza un sample tratto da Lately, canzone del 1981 scritta e interpretata da Stevie Wonder.

## Tracce
1. Here I Am (featuring Nelly and Avery Storm) - 3:29

## Video
Il videoclip della canzone vede la partecipazione di vari artisti, tra cui DJ Khaled, Ace Hood, Pitbull, Kia Samuel, Gunplay, Birdman, Larry Hughes, Felicia Pearson e Dre.